# Cappadocia Ultra Trail
Le Cappadocia Ultra Trail est un événement sportif composé de plusieurs ultra-trails, organisé chaque année en Cappadoce, en Turquie. Il se dispute en octobre depuis 2014. L'épreuve de 110 km est une étape de l'Ultra-Trail World Tour depuis 2017

## Palmarès
| Édition | Date            | Hommes                                              | Hommes                                              | Hommes                                              | Femmes                                              | Femmes                                              | Femmes                                              |
| ------- | --------------- | --------------------------------------------------- | --------------------------------------------------- | --------------------------------------------------- | --------------------------------------------------- | --------------------------------------------------- | --------------------------------------------------- |
|         |                 | Rang                                                | Athlète                                             | Temps                                               | Rang                                                | Athlète                                             | Temps                                               |
| 1re     | 25 octobre 2014 | 2e                                                  | Jean-Marc Delorme                                   | 14 h 06 min 00 s                                    | 1re                                                 | Elena Polyakova                                     | 13 h 33 min 00 s                                    |
| 2e      | 24 octobre 2015 | 1er                                                 | Matthias Krah                                       | 11 h 39 min 00 s                                    | 4e                                                  | Francesca Canepa                                    | 12 h 48 min 00 s                                    |
| 3e      | 22 octobre 2016 | 1er                                                 | Aleksei Tolstenko                                   | 12 h 13 min 08 s                                    | 5e                                                  | Anna-Marie Watson                                   | 14 h 25 min 49 s                                    |
| 4e      | 21 octobre 2017 | 1er                                                 | Gediminas Grinius                                   | 10 h 56 min 07 s                                    | 14e                                                 | Mariya Nikolova                                     | 14 h 26 min 16 s                                    |
| 5e      | 20 octobre 2018 | 1er                                                 | Andrea Macchi                                       | 11 h 12 min 34 s                                    | 10e                                                 | Mariya Nikolova — 2e victoire                       | 13 h 14 min 29 s                                    |
| 6e      | 19 octobre 2019 | 1er                                                 | Yannick Noël                                        | 11 h 12 min 07 s                                    | 5e                                                  | Louise Clifton                                      | 12 h 41 min 32 s                                    |
| -       | 2020            | Course annulée en raison de la pandémie de Covid-19 | Course annulée en raison de la pandémie de Covid-19 | Course annulée en raison de la pandémie de Covid-19 | Course annulée en raison de la pandémie de Covid-19 | Course annulée en raison de la pandémie de Covid-19 | Course annulée en raison de la pandémie de Covid-19 |
| 7e      | 16 octobre 2021 | 1er                                                 | Diego Pazos                                         | 11 h 50 min 22 s                                    | 2e                                                  | Dominika Stelmach                                   | 13 h 16 min 12 s                                    |
| 8e      | 15 octobre 2022 | 1er                                                 | Oğuzhan Emre Singer                                 | 12 h 20 min 57 s                                    | 28e                                                 | Ivana Kolarić                                       | 16 h 23 min 11 s                                    |
| 9e      | 14 octobre 2023 | 1er                                                 | Dmitry Mityaev                                      | 10 h 59 min 32 s                                    | 3e                                                  | Ekaterina Mityaeva                                  | 13 h 00 min 23 s                                    |
| 10e     | 19 octobre 2024 | 1er                                                 | Oğuzhan Emre Singer                                 | 11 h 30 min 23 s                                    | 8e                                                  | Beyza Güzel                                         | 13 h 40 min 40 s                                    |